# ماساتو ماتسوي
ماساتو ماتسوي (باليابانية: 松井雅人؛ بالكانا: まつい まさと) هو لاعب كرة قاعدة ياباني، ولد في 19 نوفمبر 1987 في مايه-باشي في اليابان.

## وصلات خارجية
- ماساتو ماتسوي على موقع الدوري الياباني لكرة القاعدة (الإنجليزية)
- ماساتو ماتسوي على موقعبيزبول رفرنس.كوم (الدوري الثانوي) (الإنجليزية)